# Campoplex crassatus
Campoplex crassatus là một loài tò vò trong họ Ichneumonidae.